# Petrus Bestenbostel

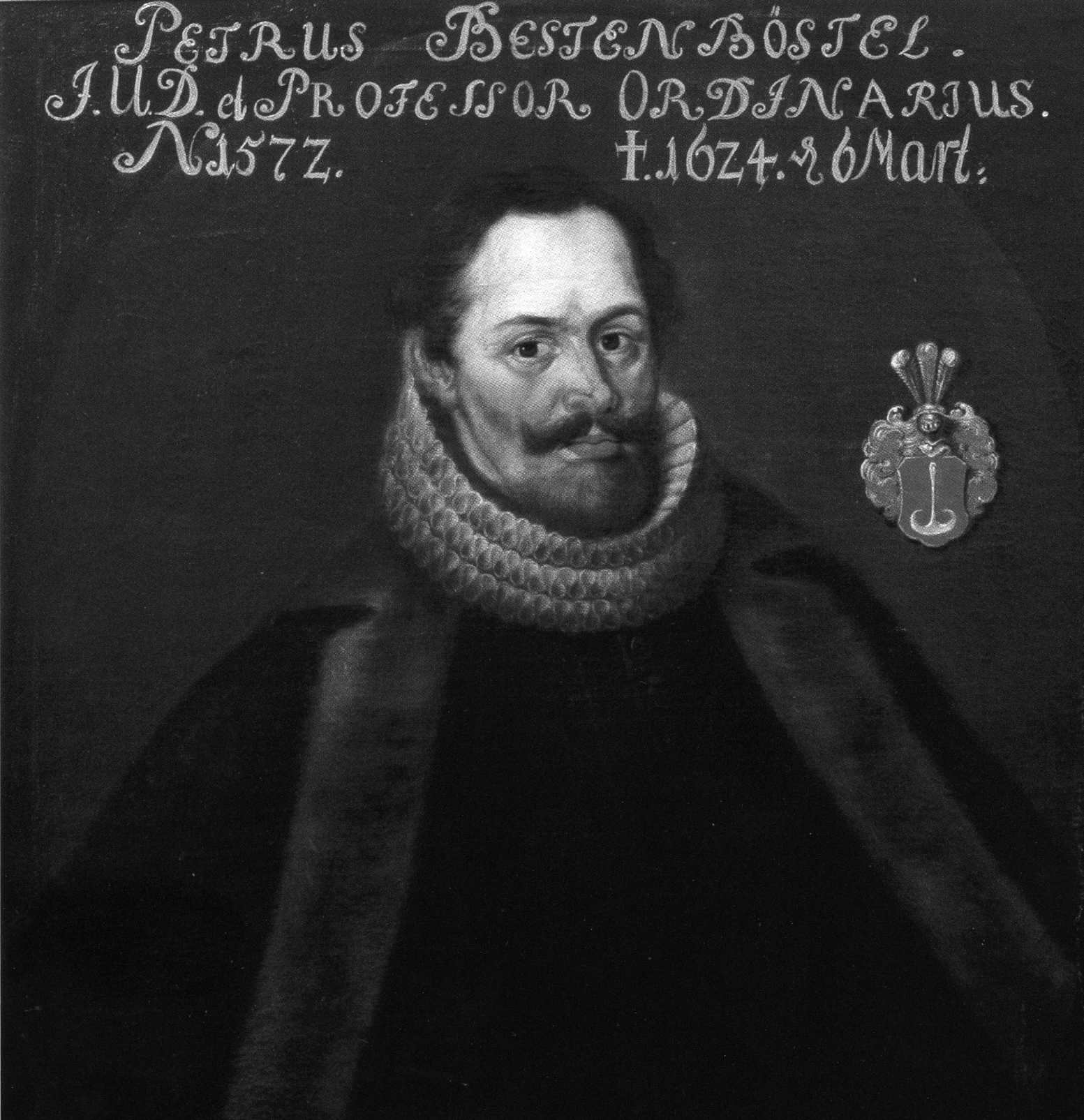
Petrus Bestenbostel

Petrus Bestenbostel (* 24. August 1572 in Stralsund; † 6. März 1624 in Greifswald) war ein deutscher Jurist.

## Leben
Petrus Bestenbostel war der Sohn des Stralsunder Ratsherrn Curd oder Conrad Bestenbostel und von Anna Bavemann. Nach dem Besuch des Gymnasiums in Stralsund ging er zum Jurastudium nach Wittenberg. Über Marburg und Köln ging er im Alter von 24 Jahren nach Heidelberg und promovierte dort zum Doktor beider Rechte. Er erwarb praktische Erfahrungen am Reichskammergericht in Speyer.
1597 nach Stralsund zurückgekehrt heiratete Bestenbostel Anna Husen (1582–1611), die Tochter des Landrentmeisters.
Im Jahr 1600 erhielt er in Greifswald die Professur der Redekunst. Nach dem Tod seiner ersten Frau heiratete er 1613 Anna Osten, die Tochter eines Professors.